# Фордгемський університет
Фордгемський університет, Фордемський університет (лат. Universitas Fordhamensis, англ. Fordham University) — американський приватний, некомерційний університет, що займає три кампуси в місті Нью-Йорку і в прилеглій місцевості. Університет був заснований Джоном Джозефом Г'юзом у Нью-Йоркській єпархії Римо-католицької церкви в 1841 році як Коледж святого Івана (англ. St. John's College), що мав таку назву до 1907 р.. Згодом коледж був переданий під опіку ордена єзуїтів й незабаром став незалежним вишем під управлінням світської ради піклувальників, що підтвердило спадкоємність освіти «в єзуїтських традиціях».
Потік учнів у Фордгем становить приблизно 8000 студентів бакалаврату і 7000 отримуючих післядипломну освіту (магістрантів і докторантів). Кампуси розташовані в Роуз-Гіллі (Бронкс), в Лінкольн-центрі (Манхеттен) і в Вестчестері (Вест-Гарісон). Також у Фордема є зарубіжний освітній центр, розташований в м. Лондоні. Університет надає ступені бакалавра (гуманітарних наук, природничих наук, витончених мистецтв), магістра і доктора.
Фордгем займає одне з провідних місць серед католицьких вишів, маючи у своєму розпорядженні чотири освітні програми університетського рівня і шість програм післявузівської освіти. До їх числа входять програми п'ятирічної прикладної освіти для бакалаврів гуманітарних і природничих наук, здійснювані у співпраці з Колумбійським університетом і Західним резервним університетом Кейза.
Навчання учнів танцям за програмою бакалаврату витончених мистецтв відбувається у співпраці з Американським театром танцю Елвіна Ейлі.
При університеті є Фордгемська підготовча школа, яка бере на навчання виключно хлопчиків. Школа з 1972 року існує як незалежна освітня установа, але розташовується в північному крилі університетського кампусу в Роуз-Гіл.

## Навчальний план
Сучасний навчальний план університету виглядає наступним чином:
- Один курс англійської стилістики і риторики і два курси літератури;
- два курси філософії й теології;
- два курси історії, соціології та природознавства;
- один курс математики та вивчення витончених мистецтв;
- чотири курси іноземної мови;
- заліковий семінар.

Проте під час навчання, велика частина цих курсів може доповнюватися з поправкою на спеціалізацію того чи іншого студента. І приблизно до кінця другого курсу студент засвоює більшу частину закладених в навчальний план курсів. Студенти отримуючі ступінь бакалавра природничих наук вчаться за видозміненим навчальним планом.

## Склад університету
Фордгамський університет складається з чотирьох вузівських шкіл і шести після вузівських шкіл, що включають у себе:
Вузівські школи
- Фордемський коледж в Роуз Гілі (заснований в 1841 р.);
- Підприємницька школа Габелі (заснована в 1920 р.);
- Школа професійного і продовженого навчання (заснована в 1944 р.);
- Фордемський коледж в Лінкольн-центрі (заснований в 1968 р.).

Післявузівські школи
- Школа права Фордемського університету (заснована в 1905 р.);
- аспірантура мистецтв і наук Фордемського університету (заснована в 1916 р.);
- педагогічна аспірантура Фордемського університету (заснована в 1916 р.);
- аспірантура соціальної праці Фордемського університету (заснована в 1916 р.);
- аспірантура ділового управління імені Джозефа Мартіно Фордемського університету (заснована в 1969 р.);
- аспірантура релігії й релігієзнавства Фордемського університету (заснована в 1969 р.).

Фодемський університет є членом Нью-Йоркського консорціуму аспірантур, а також інших науково-освітніх співтовариств, що надають випускникам вишів можливість підвищити свою кваліфікацію, не залишаючи м. Нью-Йорка.
Також в Фордемі існують програми додаткової освіти:
- Медицина та охорона здоров'я (спільно з медичним коледжем імені Альберта Ейнштейна при Єшива-університеті[en]);
- право, кримінальне покарання й архітектура;
- трирічна програма з права в Фордемській школі права;
- інженерія (у співпраці з Колумбійським університетом і Західним резервним університетом Кейза);
- педагогіка (п'ятирічна програма з видачею свідоцтва з Педагогічної аспірантури Фордхема);
- Сертифікований аудитор (CPA)[en], Дипломований фінансовий аналітик, і здвоєна програма підготовки з видачею обох сертифікатів (у Фордемській школі права та Підприємницької аспірантури);
- бакалавр витончених мистецтв (спільно з Американським театром танцю Елвіна Ейлі);
- музична освіта (спільно з Джульярдською школою).